# Три голови у криниці
«Три голови у криниці» — казка, записана Джозефом Джейкобсом в «Англійських казках».
Це казка Записана Джозефома типу ATU 480 «Добрі та недобрі дівчата». До цього типу належать «Сіта-кірі Судзуме», «Діаманти та Жаби», «Пані Метелиця», «Морозко», «Троє лісових чоловічків», «Зачарований вінок», «Стара відьма» та «Дві скриньки». До літературних варіантів належать «Три феї» та «Аврора та Еме».

## Публікація
Казка також відома як «Три золоті голови в криниці», «Три золоті голови» та «Принцеса Колчестерська».

## Сюжет
За часів до короля Артура один король мав свій двір у Колчестері. У нього була прекрасна дочка від його прекрасної дружини. Коли дружина померла, він одружився з потворною вдовою, у якої була своя дочка, через її багатство, і нова дружина налаштувала його проти дочки. Дочка попросила дозволу піти шукати свою долю, і він дозволив, а дружина дала їй чорного хліба, твердого сиру і пляшку пива.
Вона йде і бачить діда, який сидить на камені. Коли він запитав, що вона має, вона розповіла йому і запропонувала їсти. Після того, як вони поїли, він розповів їй, як пройти через живопліт, і що там вона знайде три золоті голови в колодязі, і повинна зробити все, що вони їй скажуть.
Голови просять її розчесати їх і помити, і коли вона це зробить, одна каже, що вона буде красивою, інша — що матиме солодкий голос, а третя — що буде щасливою і стане королевою найбільшого принца, який буде правити.
Вона йде далі, а король бачить її і закохується в неї. Вони одружуються і повертаються відвідати її батька. Її мачуха розлютилася, що все це дісталося її падчерці, а не її дочці, і відправила доньку в ту ж подорож, з багатими сукнями, цукром, мигдалем, солодощами та пляшкою смачного вина. Дочка нагрубіла старому, зневажила три голови, а вони проклинали її проказою, різким голосом і заміжжям з шевцем.
Вона йде далі. Швець пропонує вилікувати її проказу і голос, якщо вона візьме з ним шлюб, і вона погоджується.
Її мати, дізнавшись, що вона взяла шлю із шевцем, вішається, а король дає чоловікові пасербиці сто фунтів, щоб той покинув двір і жив деінде.

## Аналіз

### Казковий тип
Казка класифікована в міжнародному індексі Аарне-Томпсона-Утера як тип ATU 480 «Добрі та недобрі дівчата». Найдавніший запис цієї історії існує в «Оповіді старих баб», опублікованій у 1595 році автором Джорджем Пілом.

### Мотиви

#### Голови біля криниці
Дослідник Воррен Робертс називає цю групу історій «Три голови у криниці» і разом з іншими вченими знаходить варіанти в Англії та в англо-американській традиції, Шотландії, Вельсі та Ірландії, у Скандинавії (Норвегія, Данія, Швеція та шведські райони у Фінляндії) та в Німеччині.
Фольклорист Герберт Галперт, у свою чергу, стверджував, що в американському та англійському варіантах казкового типу існує два наративи: один схожий на «Три голови у криниці» (дівчина розчісує три голови біля колодязя), а інший він назвав «Довга шкіряна сумка» (героїня добра до предметів і тварин, знаходить шкіряний мішок у димарі відьми).

## Варіанти
У ромській казці «Курочка Ряба» вдова зі своєю потворною горбатою донькою живе поруч із вдівцем та його вродливою донькою. Вдова і вдівець одружуються, і дівчатка стають зведеними сестрами. Одного разу вдова посилає свою горбату доньку по воду. Горбань проходить повз хатину відьми, її запрошують зайти, але вона ображає маленьку хатинку жінки. Тоді вона йде до криниці; з води виринають три кабанячі голови і просять дівчину витерти і розчесати їх. Горбань відмовляє їм у проханні і приносить додому лише каламутну воду. Вродлива дівчина йде тією ж стежкою, але ввічливо ставиться до відьми, виконує прохання кабанячих голів і приносить відро чистої води. Це повторюється ще двічі, поки кабанячі голови не вирішують покарати горбату дівчину за її недоброзичливість: вони проклинають її, щоб половина її голови була лисою, а інша половина наповнилася гнидами, і щоб вона стала ще потворнішою, ніж раніше. Що ж до дівчини, то кабанячі голови благословляють її на те, щоб половина її волосся була срібною, а інша — золотою, і щоб вона стала ще красивішою.